# Movimento laudiano
Con l'espressione movimento laudiano ci si riferisce al movimento teologico portato avanti in Inghilterra agli inizi del XVII secolo dall'arcivescovo di Canterbury William Laud, fidato del sovrano allora reggente Carlo I.
William Laud portò in Inghilterra quel clima che si era propagato nelle Province Unite già all'inizio del Seicento per opera di Arminio il quale aveva postulato una ritrattazione della confessione calvinista.
In ossequio all'arminianesimo, l'arcivescovo William Laud, sostenuto dal sovrano Stuart, intendeva riorganizzare l'ambiente ecclesiastico dominato preminentemente dai "Godly" e dalle forze calviniste che premevano a loro volta per una restaurazione radicale della chiesa anglicana (in senso calvinista). Sospettato da più fronti di contemplare un clima favorevole al cattolicesimo venne accusato soprattutto dai Puritani di voler sobillare le ormai esigue forze cattoliche rimaste in seno alla società inglese.
I sospetti diventarono certezza allorché lo stesso sovrano Carlo I, in linea con la tradizione filo-cattolica del casato, rifiutò di firmare un decreto parlamentare che proponeva la repressione militare per sedare una rivolta cattolica scoppiata in Irlanda negli anni trenta. Il "patto del popolo" (Commonwealth) conseguito dalle forze parlamentari di Oliver Cromwell con la guerra civile (1642-1649) decretò la fine del regno di re Carlo I (ucciso dalle forze di Cromwell) e la stessa condanna a morte dell'arcivescovo William Laud (1649).

## Dottrina
Il laudianesimo respingeva la teoria calvinista della predestinazione dominante a favore del libero arbitrio e di una possibilità di salvezza aperta ad ogni singolo essere umano. È altrettanto conosciuto come movimento dell'Alta Chiesa, per l'enfasi posta sul ruolo della liturgia e della gerarchia ecclesiastica. Tale dottrina segnò l'apice della diffusione dell'arminianesimo nella Chiesa d'Inghilterra, ma non era né di natura puramente teologica, né limitato alla chiesa inglese.
Con l'ascesa al trono della regina Elisabetta nel 1559, fu dato impulso alla diffusione del laudianesimo, una dottrina che aveva elementi teologici propri del cattolicesimo, del calvinismo e, in misura minore, del luteranesimo, e che tuttavia non aderiva ufficialmente a nessuno di questi tre. In questo modo, il potere monarchico riusciva a creare una religione autonoma, indipendente dai principali centri della cristianità europea sia dal punto di vista teologico che da quello liturgico.
In generale, il diciassettesimo dei 39 articoli stabiliva la predestinazione alla vita eterna come uno dei principi fondanti della Chiesa inglese, ma ometteva qualsiasi accenno allantico dogma della dannazione infernale.

La Chiesa inglese delegava alle parrocchie il compito di gestire i fedeli esclusi dalla predestinazione, il loro senso di frustrazione e la conseguente disobbedienza.
A differenza di Calvino e Beza, la predestinazione è concepita come supralapsaria, doppia e incondizionata, laddove la tesi più comune fra i Riformati era la fede in una predestinazione sublapsaria o infralapsaria, secondo le quali la predestinazione di Dio avrebbe agito a favore delle creature umane cadute, fissando la dannazione al momento del Giudizio particolare. L'essenza teologica del laudianesimo erano la fede nella possibilità di salvezza della singola persona, fondata sulla grazia di Dio, sull'espiazione universale e sul libero arbitrio di ogni creatura umana di Dio. 

Il laudianesimo sposò la tesi dell'elezione condizionale, secondo la quale Dio avrebbe scelto per la predestinazione alla salvezza eterna coloro per i quali Egli, in quanto onnisciente e onnipotente, prevede che avrebbero creduto in Gesù Cristo. La dottrina dell'elezione condizionale si poneva in aperto contrasto con la Chiesa d'Inghilterra, ed in particolare indusse i seguaci di William Laud a rigettare esplicitamente con molteplici teorie sulla predestinazione formulate durante la Riforma.
La predestinazione era stata una caratteristica unificante della Chiesa Riformata e, sebbene gruppi più radicali avrebbero potuto essere respinti, esisteva ancora un senso di fratellanza che univa intimamente i seguaci dei due approcci supralapsario e infra lapsario.

L'arcivescovo Laud, invece, aveva preso le distanze dai suoi predecessori, come John Whitgift, ritenendo i puritani dei fratelli eretici meritevoli di un certo livello di clemenza, i non conformisti protestanti come una minaccia diretta per l'ordine costituito, ed infine la Chiesa cattolica romana pre-Riforma come un vero alleato e come un sicuro terreno di dialogo rispetto alla propria posizione teologica.

## Attuazione storica
A seguito dei negoziati per un matrimonio reale con la corona di Spagna, il re Giacomo dovette far fronte all'ondata di indignazione della stampa inglese dei pulpiti anglicani, che il re tentò di placare con una serie di proclami, il confinamento dei trasgressori e le direttive impartite ai predicatori nel 1622. Tuttavia, al movimento di opposizione aderivano alcuni personaggi di spicco della Chiesa d'Inghilterra, fra i quali erano diversi cappellani reali,  Matthew Sutcliffe (decano di Exeter), George Hakewill (arcidiacono di Surrey) e George Abbot, arcivescovo di Canterbury.
Il laudianesimo segnò un forte punto di rottura degli Stuart con l'età elisabettiana del secolo precedente. Giacomo VI reagì spostando il proprio sostegno a favore dei chierici ostili al calvinismo come Lancelot Andrewes nella diocesi di Winchester, George Montaigne nella diocesi di Londra, e infine elevando Laud all'episcopato nel 1621 per mano di Montaigne.
La rottura con la Chiesa vivente e la liturgia del prima periodo di regno degli Stuart si percepì anche a livello visivo. Dopo la nomina a vescovo di Durham nel 1617, Richard Neile fece collocare la tavola di comunione in un altare all'estremità est della cattedrale e supportò Laud (che allora agiva sotto il suo patrocinio) nel portare a termine un atto analogo all'interno della diocesi di Gloucester.
Carlo I Stuart, incoronato re nel 1626, confermò le innovazioni introdotte dal predecessore Giacomo nella gerarchia della Chiesa d'Inghilterra, elevando a Laud alla carica di arcivescovo di Canterbury e rendendolo di fatto il portavoce religioso del movimento. In quanto vescovo di Londra, Laud acquisì dal 1628 il controllo delle macchine da stampa, che utilizzò per censurare il dibattito teologico sulla predestinazione.
Alla morte del calvinista Tobias Matthew nello stesso anno, la posizione di arcivescovo di York era stata coperta da alcuni laici, finché nel 1632 fu nominato Richard Neile, mentore di William Laud. Inoltre, nel 1628 il Duca di Buckingham fu nominato Cancelliere dell'Università di Cambridge e l'insegnamento delle teorie calviniste sulla predestinazione fu definitivamente bandito dall'ateneo.
Le iniziative del re culminarono in un proclama reale che metteva al bando il Calvinismo in tutto il territorio nazionale.
L'edizione del 1633 del Dizionario standard latino-inglese, dedicata a William Laud, conteneva per la prima volta la parola Praedestinatiani definiti come "una tipologia di eretici che contemplava una predestinazione fatale di ogni singola persona o azione, la necessaria caducità di tutte le cose con particolare riferimento alla salvezza e alla dannazione di uomini particolari".
Nel secondo quarto del XVII secolo, Laud aveva dichiarato:
(William Laud, 1630 ca)
A novembre del 1633, recependo un atto proposto dal suo Consiglio Privato, il re Carlo I estese alla Chiesa d'Inghilterra la pratica (re)introdotta nella cattedrale di Durham, obbligando tutte le parrocchie a posizionare le tavole di comunione sull'altare ubicato all'estremità est dei presbiteri. Questa decisione fu molto significativa, se si considera che uno dei punti principali della Riforma era stata "la sostituzione del Magistero della Chiesa Cattolica sul ruolo salvifico dei Sacramenti del Battesimo, della Comunione e della Confessione, reinterpretati come aiuti divini non più necessari e imprescindibili per la salvezza.
Se da un lato la liturgia durante la predica ancora prevedeva l'insegnamento della dottrina calvinista dellSola fide, l'enfasi visiva sul tempo liturgico della Comunione la contraddiceva apertamente, assimilandosi alla Chiesa luterana dell'epoca, che era ritornata all'uso di altari medievali, che erano delle vere e proprie d'arte rimaste intatte.
Alcuni anni più tardi, i vescovi Overall e Andrewes iniziarono a riproporre ai fedeli la pratica della Confessione prima di ricevere la Santa Eucaristia. Questa prassi aveva delle implicazioni dottrinali implicite. Sebbene il Calvinismo e le teorie sulla predestinazione non fossero state dichiarate eretiche, ma fossero state soltanto marginalizzate dalla liturgia, dalla pubblicistica accademica e dalla stampa, dal dibattito dottrinale e dall'insegnamento teologico, il ritorno al Sacramento della Confessione e alle buone opere -condivise e incoraggiate anche dal Catechismo tridentino- implicavano l'accettazione dell'idea che l'uomo potesse operare al fine di aumentare le sue probabilità di ricevere il dono divino della salvezza, di nuovo in un modo inconciliabile con i precedenti 50 anni di Calvinismo e storia della dottrina della predestinazione.

## Il Laudianesimo e la Guerra Civile
Gli anni 1630 videro una polarizzazione dell'opinione religiosa, influenzata dalle reazioni a volantini, prediche e attività lobbistiche, dalla Guerra dei trent'anni ed dal suo impatto in Scozia, nonché dal livello di corruzione ecclesiastica portato alla luce dalle inchieste del Parlamento inglese. Gli uomini di chiesa laudiani serbavano rancore in relazione agli attacchi nei confronti degli alti funzionari e degli uomini di governo del proprio Paese.
Dopo il 1640, i laici e gli arminiani, che in precedenza avevano beneficiato del favore della gerarchia episcopale, si trovarono sotto attacco sia da parte del Parlamento che della stampa. Nello stesso anno, il sinodo delle province di York e di Canterbury, che componevano la Chiesa d'Inghilterra, approvò il documento intitolato  Constitutions and Canons Ecclesiasticali, prolungando insolitamente la durata delle sessioni oltre lo scioglimento delle Camere del Regno. Tuttavia, il Parlamento Corto fu ricordato per l'eccezionale brevità di un mandato che si estese dal 13 aprile al 5 maggio 1640. Nel sesto canone era previsto un giuramento di fedeltà all'episcopato e alla gerarchia della Chiesa anglicana.
Sacerdoti e vescovi che si erano radunati in Convocazione per redigere i canoni del 1640 esercitarono forti pressioni per la restaurazione dei riti e della liturgia della Chiesa di Stato (Established Church), ma nell'arco di pochi mesi divennero troppo deboli per farli valere. A dicembre del 1640 furono messi sotto accusa tredici vescovi, ai quali dodici mesi più tardi si unì la sorte di altri dodici prelati. Otto settimane dopo la riapertura dei lavori parlamentari, le Camere non chiesero la ricostituzione della chiesa pre-laudiana, unitamente alle pratiche dell'età elisabettiana o giacobine, bensì l'abrogazione dell'intero ordinamento ecclesiastico per una sua rifondazione di stampo puritano.
l'abrogazione dei giudici ecclesiastici e dell'Alta Commissione significarono che la Chiesa istituita era privata di una tutela giuridica a livello parrocchiale e locale. I libri di preghiere e le cotte liturgiche furono strappati, le tavole di comunione furono ritrasferite, mentre furono bruciate le rotaie dell'altare che demarcavano la separazione fra presbitero dei chierici e assemblea dei fedeli laici. Il nuovo ordine liturgico e dottrinale restò in vigore fino alla controrestaurazione del laudianesimo in seno alla Chiesa anglicana nel 1660.